# Nikolai Konstantinowitsch Borschtschewski
Nikolai Konstantinowitsch Borschtschewski (russisch Николай Константинович Борщевский; * 12. Januar 1965 in Tomsk, Russische SFSR) ist ein ehemaliger russischer Eishockeyspieler (Stürmer) und derzeitiger -trainer. Zuletzt war er Cheftrainer bei Amur Chabarowsk.

## Karriere
Einen großen Teil seiner Karriere verbrachte er in der damaligen Sowjetunion. Zuerst spielte er für den HK Dynamo Moskau (1983 bis 1989) und später für den Rivalen HK Spartak Moskau (1989 bis 1992). In der Saison 1987/88 erzielte er 18 Punkte (11 Tore und 7 Assists) in 37 Spielen. Zwei Jahre später wechselte er zu Spartak Moskau. Hier verbesserte er seine Werte ständig und führte das Team drei Jahre in Folge als bester Torschütze an. So wurde er 1991 in die damalige Eishockeynationalmannschaft berufen. Am 7. November 1991 stand er in einem Spiel gegen Deutschland zum ersten Mal für die Sbornaja auf dem Eis. Seine internationale Karriere wurde mit der Goldmedaille bei den Olympischen Winterspielen 1992 gekrönt. Im selben Jahr wurde er beim NHL Entry Draft 1992 von den Toronto Maple Leafs in der 4. Runde an 77. Stelle ausgewählt. Auch 1992 wurde er in die „Russische Hockey Hall of Fame“ aufgenommen.
Seine erste Saison in der National Hockey League war mit 34 Toren und 40 Assists in 78 Spielen für die Leafs überaus erfolgreich. In der folgenden Saison konnte er jedoch an diese Werte nicht mehr heranreichen. Verletzungen zwangen ihn bei mehreren Spielen auszusetzen und dennoch kam er auf 14 Tore und insgesamt 35 Punkte in 45 Spielen. Die Lockout-Saison 1994/95 verbrachte er teilweise wieder bei Spartak Moskau und wurde dann gegen Chris Bogas zu den Calgary Flames getauscht.
Im Herbst 1995 stand er dann für acht Spiele der Flames und weitere zwölf Spiele für die Dallas Stars auf dem Eis, ehe er als Free Agent seine NHL-Karriere beendete und zum Ende der Saison zu den Kölner Haien in die Deutsche Eishockey Liga wechselte. Mit ihnen wurde er in der Saison 1995/96 Deutscher Vize-Meister. 1996 bis 1998 spielte er dann erneut für Spartak und ließ hier seine langjährige Karriere ausklingen.

### Als Trainer
2000 eröffnete er eine Eishockeyschule in Concord in der Provinz Ontario.
Im November 2009 übernahm er den Cheftrainerposten bei Atlant Mytischtschi aus der Kontinentalen Hockey-Liga. Das Team führte er in das Play-off-Achtelfinale der Saison 2009/10. Nach schwachem Saisonstart in die Spielzeit 2010/11 wurde Borschtschewski im Oktober 2010 seines Amtes enthoben. Zwischen Sommer 2011 und Januar 2012 agierte Borschtschewski dann als Assistenztrainer bei Atlant, ehe er erneut entlassen wurde.
In der Saison 2014/15 war er Assistenztrainer beim SKA Sankt Petersburg, ehe er zur folgenden Saison zusammen mit Igor Sacharkin zu Salawat Julajew Ufa wechselte. Im Mai 2017 folgte er Sacharkin zu HK Jugra Chanty-Mansijsk, wo er zusammen mit diesem schon im September 2017 entlassen wurde.
Von 2018 bis 2019 war er Cheftrainer bei Amur Chabarowsk.

## Erfolge und Auszeichnungen
- 1982 Bronzemedaille bei der U18-Junioren-Europameisterschaft
- 1983 Goldmedaille bei der U18-Junioren-Europameisterschaft
- 1984 Goldmedaille bei der U20-Junioren-Weltmeisterschaft
- 1992 Goldmedaille bei den Olympischen Winterspielen
- 2015 Gagarin-Pokal-Gewinn mit SKA Sankt Petersburg (als Assistenztrainer)